# Мердок, Боб
Боб Мердок (англ. Bob Murdoch; (20 ноября 1946, Киркленд-Лейк, Онтарио — 3 августа 2023, Калгари, Альберта) — канадский хоккеист и тренер.

## Игровая карьера
Профессиональную хоккейную карьеру начал в 1970 году.
В течение профессиональной клубной игровой карьеры, продолжавшейся 13 лет, защищал цвета команд «Монреаль Канадиенс», «Лос-Анджелес Кингс», «Атланта Флэймз» и «Калгари Флэймз».
Выступал за сборную Канады, провел 5 игр в её составе на чемпионате мира 1969 года.

## Тренерская работа
В 1987 году начал тренерскую работу в НХЛ. Работал с командами «Чикаго Блэкхокс», «Виннипег Джетс» — как главный тренер, а в клубах «Калгари Флэймс» и «Сан-Хосе Шаркс» — как ассистент главного тренера.
В Германии один сезон тренировал «Маддогс Мюнхен», который впоследствии был объявлен банкротом.

## Награды и достижения
- Обладатель Кубка Стэнли в составе «Монреаль Канадиенс» — 1973.
- Участник матча всех звезд НХЛ — 1975.
- Джек Адамс Эворд — 1990.